# 戦雲
『戦雲』（せんうん、Never So Few）は1959年制作のアメリカ映画。監督はジョン・スタージェス。主演はフランク・シナトラ。ヒロインをイタリア人女優のジーナ・ロロブリジーダが務め、その他にスティーブ・マックイーンやチャールズ・ブロンソンが出演し、日本の神戸生まれ神戸育ちの日系アメリカ人のマコ岩松の映画デビュー作でもある。

## ストーリー
第二次世界大戦の最中の北部ビルマの密林でゲリラ隊が優勢な日本軍に反抗していた時代を舞台にした戦争映画。
ゲリラ隊はアメリカ人のトム・レイノルズ大尉（フランク・シナトラ）とイギリス人のダニーの指揮を受けていた。インド軍と連絡するため、トムとダニーはカルカッタに飛ぶ。
戦略会議の前夜にトムはイタリアから避難した美女カーラ（ジーナ・ロロブリジダ）と中年の紳士リーガス（ポール・ヘンリード）に会う。トムはカーラに惹かれるが・・・。

## キャスト
- トム・レイノルズ大尉：フランク・シナトラ（吹替：浦野光）
- カーラ・ウェサリ：ジーナ・ロロブリジーダ（吹替：今井和子）
- グレイ・トラビス：ピーター・ローフォード（吹替：木村幌）
- ビル・リンガ伍長：スティーブ・マックィーン（吹替：大塚周夫）
- ジョン・ダンフォース：チャールズ・ブロンソン（吹替：青野武）
- ダニー・ド・モーティマー大尉：リチャード・ジョンソン（吹替：羽佐間道夫）
- リーガス：ポール・ヘンリード
- マコ岩松
- チャオ将軍：ジェームズ・ホン（クレジットなし）
- ディーン・ジョーンズ
- ジョン・ホイト

## スタッフ
- 監督：ジョン・スタージェス
- 脚本：ミラード・カウフマン
- 原作：トム・T・チャメルズ
- 製作：エドモンド・グレインジャー
- 撮影：ウィリアム・H・ダニエルズ
- 音楽：ヒューゴー・フリードホーファー
- 編集：フェリス・ウェブスター